# Finsterwolde

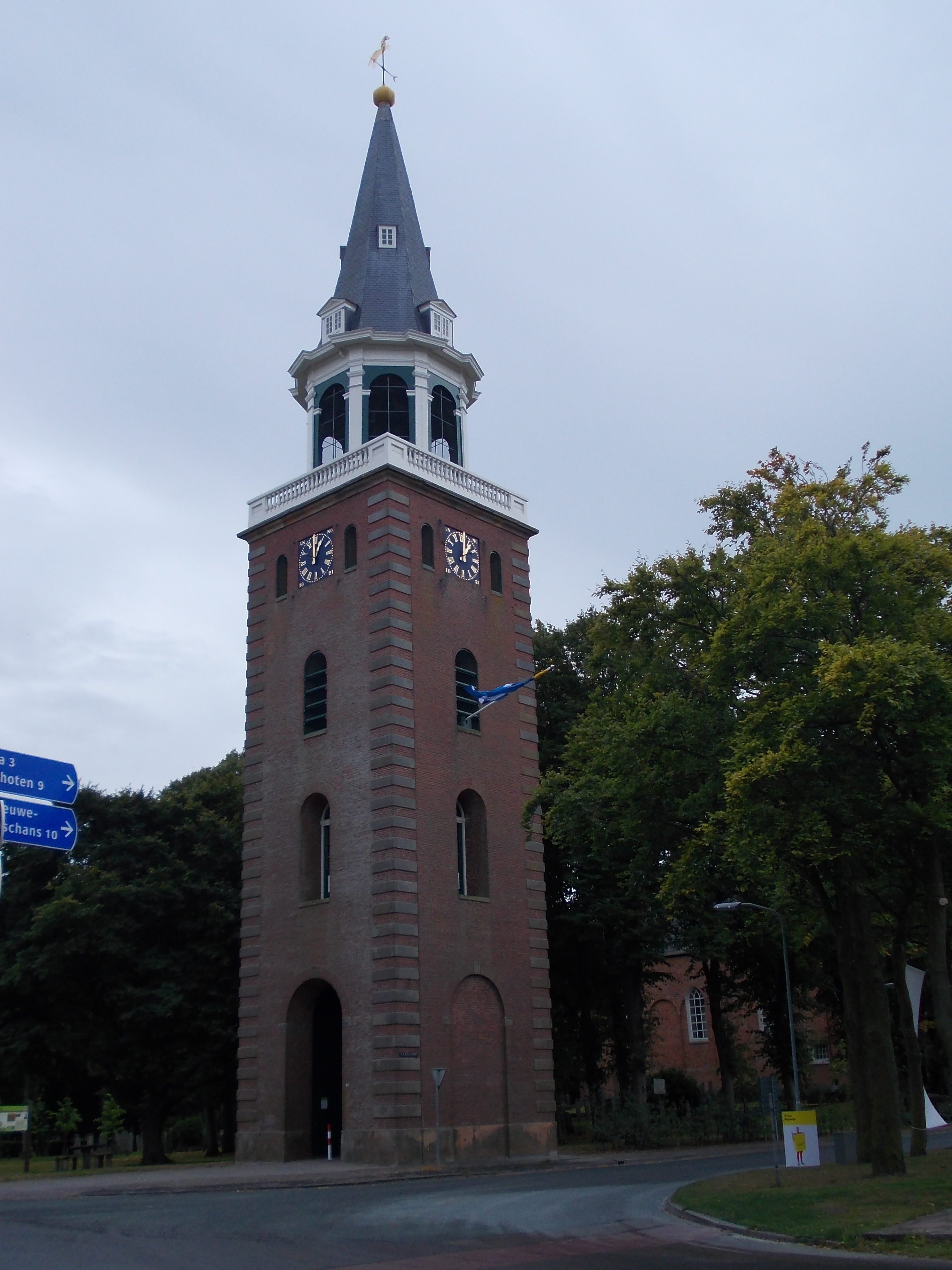
Vrijstaande kerktoren van Finsterwolde

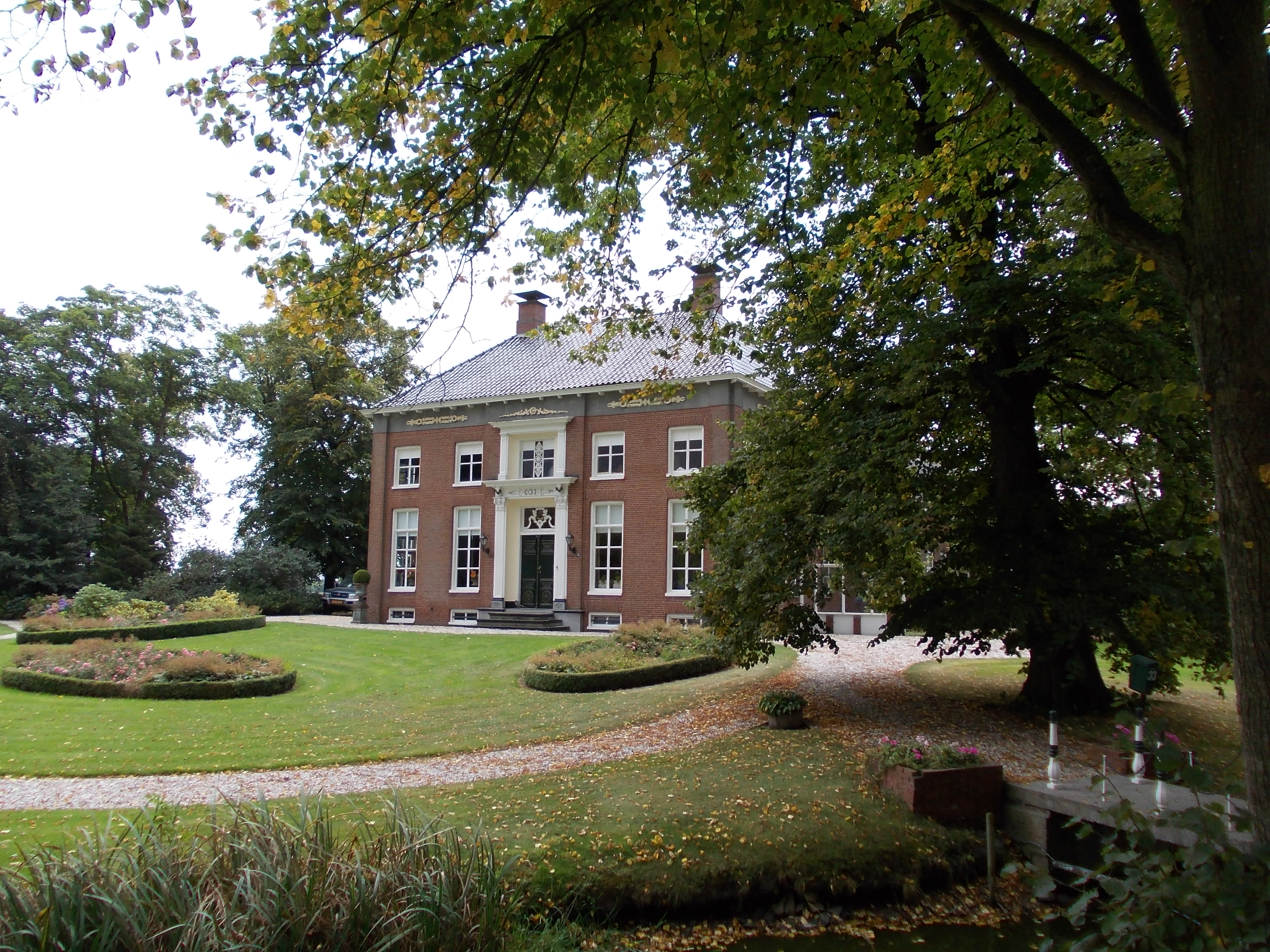
Oldambtster herenboerderij

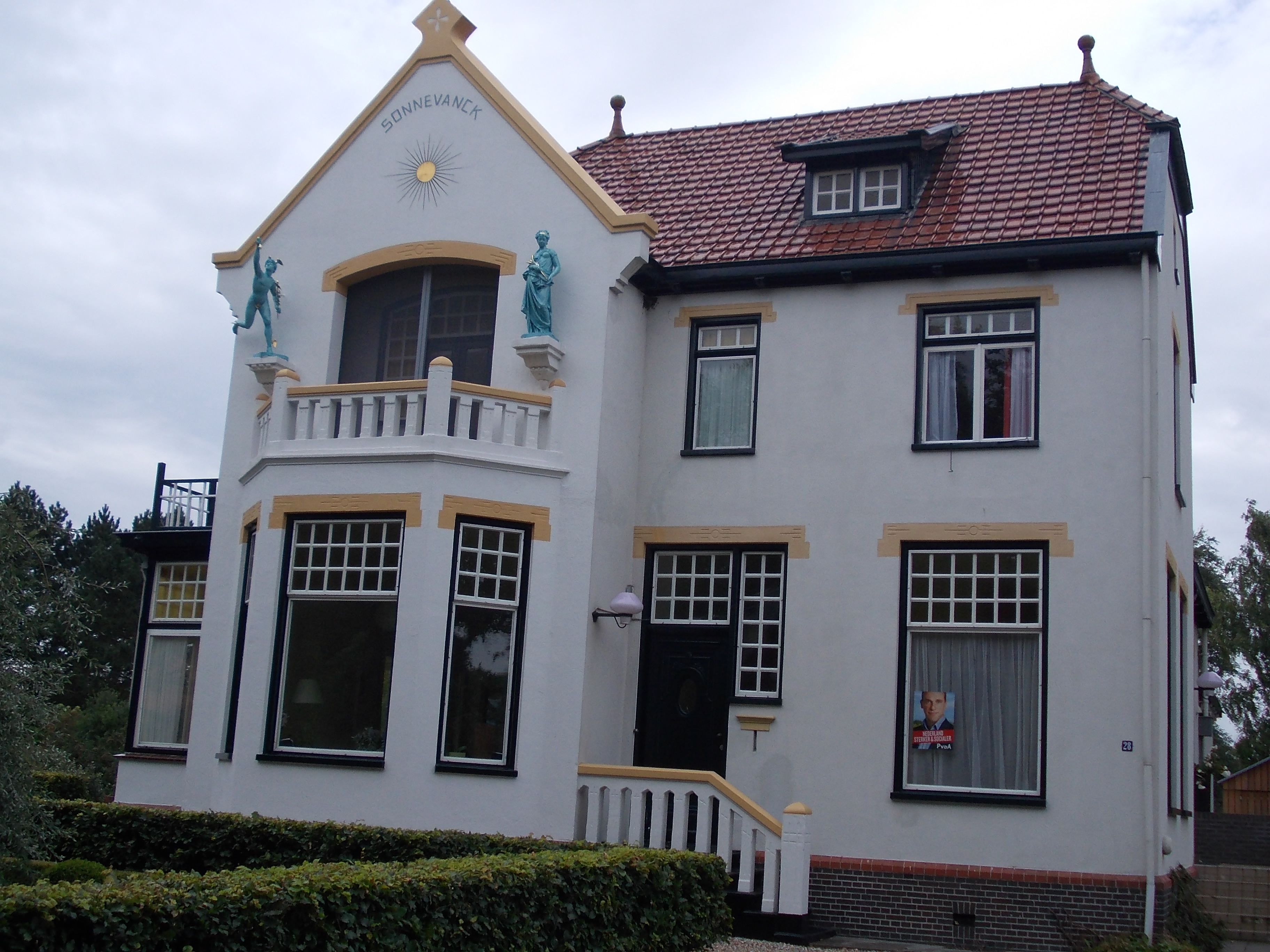
Villa Sonnevanck

Finsterwolde (Gronings: Finnerwol of Finnerwold) is een dorp in de gemeente Oldambt (provincie Groningen, Nederland). Tot 1990 was het een zelfstandige gemeente.
Het dorp telt volgens gegevens van het CBS 2.405 inwoners (2023), met inbegrip van de afzonderlijke buurtschappen. De bevolkingsdichtheid van de oude gemeente was 53,13 inwoners per km² (2018). Het dorp Finsterwolde zelf telt ongeveer 1250 inwoners.
Het dorp heeft enkele winkels, waaronder een supermarkt. Veel andere voorzieningen zijn te vinden aan de zuidzijde in het gebied De Hardenberg. Daar staat de openbare basisschool, is een medisch centrum met apotheek te vinden en er staat het MFC De Hardenberg met een sportzaal en een overdekt zwembad.
Ten zuidwesten van het dorp ligt een woongebied van Blauwestad, Het Riet en een jachthaven en horecapaviljoen (Flonk). 

## Topografie
Tot het dorp Finsterwolde behoren de buurtschappen Ekamp, Kromme Elleboog, Hardenberg, Goldhoorn, Ganzedijk, Finsterwolderhamrik, Hongerige Wolf en Reiderwolderpolder. De buurtschappen Bellingwolderzijl, Egypterdijk, Veenhuizen en Reindersoord zijn van de kaart verdwenen. De dorpskern stond in de 18e eeuw vermoedelijk bekend als Molengilde. Daarnaast was er sprake van huizen bij de Westerdijk (ten noorden van het dorp) en bij de Oosterdijk of Garstdijk (Ganzedijk en Egypterdijk). Afzonderlijke streekjes waren vroeger Huninga Meerlanden, Modderlanden, Vledder en Torpsen. De belangrijkste polders waren Finsterwolderhamrik (met de Egypterdijk uit 1571), Oostwolderpolder (1769), Finsterwolderpolder (1819), Reiderwolderpolder, Eerste Afdeling (1864) en Carel Coenraadpolder (1924).
Op het grondgebied van Finsterwolde ontstonden de waterschappen Vledder (1800), Finsterwolderhamrik (1802), Modderlanden (1811), De IJsbeer (1835), Huininga-Meerland (1848), Reiderwolderpolder (1862), Oostwolderpolder (1863, gedeeltelijk), Finsterwolderpolder (1863), De Tjamme (1883) en Carel Coenraadpolder (1924, gedeeltelijk). De poldermolens en stoomgemalen werden vervangen door de motorgemaal Hongerige Wolf en enkele kleinere motorgemalen aan het Hoofdkanaal.
Tot de belangrijkste watergangen behoren het Hoofdkanaal (vroeger Bellingwolder Zijldiep), Boezemkanaal, Afwateringskanaal, Tjamme, Buitentjamme en Binnenbermsloot. Het voormalige Beertsterdiep, het Vledderdiep en de Oude Geut zijn in het kader van de ruilverkaveling grotendeels, de Binnen-Tjamme en het Vledderdiep helemaal verdwenen. 
De Klinkerweg heette oorspronkelijk Heedeweg, Edeweg of Finsterwolder Torffwech (1659, Oudfries ēde = 'turf'); hij liep via Hardenberg in de richting van de Veenweg te Beerta.  Volgens overleveringen bevond zich aan de Tjamme.een aanlegplaats voor schepen. 
Finsterwolde maakte sinds 1636 voor zijn afwatering gebruik van de voorzieningen van het  boezemwaterschap Vierkarspelenzijlvest, zonder daar formeel deel van uit te maken. In 1864 ging het dorpsgebied op in het nieuwe waterschap Reiderland. Sinds 2000 behoort het dorpsgebied tot het waterschap Hunze en Aa's.

## Geschiedenis

### Middeleeuwen
Finsterwolde, eigenlijk West-Finsterwolde, is van oorsprong een veenontginningsnederzetting en mogelijk al gesticht in de tiende of elfde eeuw. De 2,00 à 3,50 meter hoge keileemrug waarop de dorpskern nu ligt, moet al eerder bewoond zijn geweest, gezien de vondst van een vuistbijl en een beitel uit de Vroege Bronstijd. Nederzettingssporen zijn niet gevonden; de hoogtes zijn later overwoekerd door het hoogveen. West-Finsterwolde was het tweelingdorp van Oost-Finsterwolde.
De ontginning van het gebied begon waarschijnlijk vanuit het noorden. Ten noorden van het huidige dorp liggen ten minste twee oudere plekken waar eerder een kerk heeft gestaan. Op een vooruitgeschoven hoogte waar in 1821 de boerderij Kerkeweg 4 werd gebouwd, vond men de restanten van een oudere kruiskerk. Hier bevonden zich vermoedelijk tot 1628 een korenmolen en een pestkerkhof. Van hieruit verhuisde het dorp naar de keileemopduiking waarop de dorpskern nog altijd ligt. De hoogte aan de Kerkeweg werd sinds de 16e eeuw omsloten door de Ganzedijk, die hier naar het zuiden afboog en aansloot bij de Musedijck ('muizendijk', 1687) of Moesdijk direct ten noorden van het huidige dorp. In de volksmond sprak men ook wel over Museldijk. De hogere gronden ten noorden van het dorp lagen grotendeels buitendijks. De voortzetting van de zeedijk richting Goldhoorn heette Westerdijk.
De huidige Nederlands-Hervormde kerk van Finsterwolde is van oorsprong een romanogotische kruiskerk, gewijd aan de heilige Stefanus. Het gebouw wordt gedateerd op het einde van de dertiende eeuw en werd later voorzien van een driezijdige sluiting. Het gebouw was in 1554 grotendeels vervallen en werd toen gerestaureerd. In 1586 brandde het gedeeltelijk af. .Bij een van die gelegenheden zullen de armen van de kruiskerk zijn afgebroken. De toren dateert uit de jaren 1820-1822. Het dorp had in 1500 behalve een pastoor tevens een vicaris (onderpastoor) en mogelijk een prebenaris (hulppriester).
In 1319 wordt Fynserwald voor het eerst genoemd als vestigingsplaats van de Johannietercommanderij te Goldhoorn; in verdrag met het jaartal 1391 is sprake van de dorpen Finsterwolda en Oostfinsterwolde. In een overeenkomstig verdrag uit 1420 worden Ffinsterwolde en Oistfinsterwolde opnieuw genoemd. Beide plaatsen waren tot het einde van de vijftiende eeuw zelfstandige kerspelen en worden als Westwinserwalda en Astwinserwalda vermeld in een parochielijst van het bisdom Münster, samen met andere dorpen van het Oldambt. Oost-Finsterwolde lag oorspronkelijk verder noordelijk, maar de bewoners moesten vanwege wateroverlast verhuizen naar een veilige plek hoger op het veen. Het dorp werd sinds 1435 ook wel Veenhuizen genoemd. Andere vermeldingen zijn die Finser luide (de mannen van Finsterwolde, 1441), Ffinserwolde (1454), West- en Oistfinserwolde (1500), Vynsterwold (1506), Fynzerwolde (1511), Fijnssewolde (1522), Finserwolde (1554) en Finsserwolt (1561). Beide dorpen vormden kennelijk een politieke eenheid: ze hadden een gezamenlijk zegel met het opschrift Si(g)il(lum) duarum p(ar)ochianum in Finzerewa(l)de, dat de beide dorpsheiligen Stefanus en Nicolaas afbeelde. Tussen beide dorpen lag een schuine landpunt, die mogelijk bij het klooster Palmar hoorde. 
Hoewel de naam Finsterwolde vaak wordt verklaard als 'duister, donker woud', vanwege het Hoogduitse woord finster ('duister, somber'), wijzen taalkundigen op het Oudfriese wins(t)era, hetgeen zowel 'links' als 'noordelijk' kan betekenen. De naam zou dan 'links van het moerasbos' of 'noordelijk van het moerasbos' betekenen. Opvallend is de naam van het riviertje Fimell Ee of Fymele Ae, dat in 1391 ook Finser Ee wordt genoemd. Dit watertje ontsprong in met Meerland bij Oostwold en vormde onder de naam Oude Ae de grens met Finsterwolde. Het liep vermoedelijk verder langs het latere eiland Munnikeveen en het klooster Palmar. Het riviertje mondde bij Fiemel in de Eems.
Resten van de verdwenen Sint-Nicolaaskerk van Oost-Finsterwolde zijn gevonden tussen Ganzedijk en Veenhuizen; het dorp heette in 1500 'door het water vernield' te zijn. Vanaf het huidige dorp  Finsterwolde werd in 1454 een nieuwe zeedijk aangelegd die de uitbreiding van de Dollard moest keren. Deze dijk liep via Palmar naar de Punt van Reide. Al na een jaar of twaalf moest deze dijk weer worden opgegeven, waarna het zeewater al enkele jaren later Wagenborgen bereikte.
Een deel van het voormalige dorpsgebied van Oost-Finsterwolde heeft de Dollardoverstromingen vermoedelijk overleefd. De Dollard ruimde het resterende veenpakket niet onmiddellijk op. Na het verdwijnen van de laatste veenrestanten kwam dit gebied veel lager te liggen dan zijn omgeving (plaatselijk lager dan 1 meter -NAP). De kleilaag is hier maar dun. Het gebied werd ingelijfd bij Finsterwolde; Finsterwolderhamrik is nooit meer een zelfstandig kerspel geworden, in tegenstelling tot Noordbroeksterhamrik en Oostwolderhamrik, al hebben de inwoners daarom rond 1770 wel verzocht.
In de buurtschap Goldhoorn bevond zich ten minste in 1319 een commanderij van de Johannieterorde, in 1424 vermeld als Golthorna. Omstreeks 1475 wordt Go(l)thorne (vermoedelijk ten onrechte) genoemd in een lijst van verdronken parochies. Dat Clooster tho Golthorn wordt nog in 1498 vermeld, maar volgens een akte uit 1494 was het inmiddels gedegradeerd tot een voorwerk van de commanderij van Oosterwierum. In 1540 wordt het voorwerk voor het laatst genoemd;  Omstreeks 1560 kwamen de landerijen in het bezit van Groningse oud-bestuurder dr. Johan Sickinghe (1495-1572) te Warffum, die hier onder meer een buitendijks tichelwerk bedreef. De harde klinkers die hier werden gemaakt, werden ook Duitsland uitgevoerd. Een tijdlang waren er twee tichelwerken in Finsterwolde. Op de zandhoogte waar het klooster heeft gelegen, werd tevens potklei opgedolven, die onder andere naar Emden werd verscheept. In de tijd van de Bataafse Republiek werd deze potklei gebruikt voor de fabricage van Goudse tabakspijpen. Gewoonlijk nam men daarvoor pijpaarde uit Oost-Friesland.
Het premonstratenserklooster van Palmar bezat eveneens een voorwerk (kloosterboerderij) onder Finsterwolde, dat in 1447 werd overgedragen aan het Klooster Bloemhof te Wittewierum. Het is mogelijk in de Dollard verdronken. Mogelijk gaat het om de meest westelijke boerderij van Veenhuizen, waar rond 1825 enkele skeletten en fundamenten zijn gevonden.
De zuidgrens van de kerspelen Finsterwolde en Oost-Finsterwolde werd gevormd door het riviertje de Tjamme, een recht getrokken veenstroompje dat de grens tussen het Oldambt en Reiderland en tevens tussen de bisdommen Münster en Osnabrück vormde.

### Nieuwe tijd
Volgens de Tegenwoordige Staat van 1794 was Finsterwolde nog niet zo lang geleden “het geringste der Oldampster dorpen; en slegts eene woonplaats van armoedige vischers, die in het vangen van bot en garneel hunne kost zogten”. Nog in 1839 werd gesproken over 150 garnalenvissers, die met hun vangkorven op sliksleden het wad opgingen. De boeren van Finsterwolde en Finsterwolderhamrik werden zwaar getroffen door stormvloeden, waardoor ze hun landerijen vaak moesten overdoen aan de stad Groningen. Finsterwolde had in tegenstelling tot de andere dorpen van het Oldambt sinds begin van de 18e eeuw geen afzonderlijk kerspelbestuur, mogelijk vanwege hoge schulden door dijkreparaties. De take van het kerspel waren overgenomen door de Kerkvoogdij. Wel had het dorp een eigen rechthuis, waar de drost van het Oldambt op vaste dagen zitting hield.
Door de inpolderingen van de Dollard ontstond er volop werkgelegenheid in de landbouw en groeide Finsterwolde uit tot een aanzienlijk dorp. Tot in de achttiende eeuw waren de oude kleigronden en de kwelders grotendeels in gebruik als grasland. De nieuwe polders leverden vruchtbaar akkerland, waardoor de aangrenzende boerderijen snel konden uitgroeien tot grote bedrijven. Door betere ontwatering, bouw van poldermolens en bemesting konden vervolgens ook de oude kleigronden worden omgevormd tot vruchtbaar akkerland. De landarbeiders vestigden zich vooral langs de oude zeedijken, waar ze vaak een deel van het dijkonderhoud overnamen. Daarnaast ontstonden er landarbeidersbuurten in het achterland, met name aan de randen van het Huninga Meerland en na 1900 langs de Klinkerweg en in Ganzedijk, onder andere dankzij subsidies in het kader van de Landarbeiderswet van 1918. Een speciale stichting huurde percelen bouwland waar landarbeiders aardappelen en groenten konden telen.
Daarbij werd de tegenstelling tussen de boeren en de landarbeiders steeds groter. Lage lonen, slechte huisvesting en politieke bewustwording hadden tot gevolg dat de arbeiders zich steeds vaker verzetten en in opstand kwamen. Boeren en landarbeiders deelden idezelfde waarden, maar waar de boeren aanhangers waren van een gematigd liberalisme, kozen de landarbeiders voor linksere stromingen die beter aan hun belangen tegemoet kwamen. De confessionele stroming was in Finsterwolde, in tegenstelling tot het buurdorp Oostwold, nauwelijks aanwezig. Door dit alles kregen eerst de Sociaal Democratische Bond van Domela Nieuwenhuis, daarna de anarchistische protestbeweging en ten slotte na 1920 de communistische partij veel aanhang. Al na de eerste golf van sociale en politiek onrust in 1892 werd in Finsterwolde een marechausseekazerne gebouwd. 
Ondanks enkele stakingen lukte het niet de lonen definitief op een hoger peil te brengen. De resultaten die in 1919 waren behaald, waren daarna weer teruggedraaid. De gedaalde landbouwprijzen zetten de loononderhandelingen onder druk, waardoor het loon in 1923 weer terugviel naar het niveau van vóór 1914. Het jaar daarop stelden de boeren tevergeefs een verhoging van de arbeidstijd naar 53 à 56 uur voor.Aan het eind van de jaren twintig verbeterde de situatie in de landbouw. De vakbonden, die in de jaren daarvoor sterk waren gegroeid,  eisten daarom in onderhandelingen een loonsverhoging van 15%. Omdat de lonen in het Oldambt lager (en de arbeidstijden korter) waren dan in veel andere streken, maakte men her een punt van, maar het overleg liep al snel vast. Voor de landarbeiders was het niet te begrijpen dat de rijke boerenstand geen concessies wilde doen. Daarentegen ging de christelijke vakorganisatie al vroegtijdig overstag.
Op 1 mei 1929 brak de grootste landarbeidersstaking uit die Nederland ooit heeft gekend. Drieduizend, later zelfs vijfduizend mannen en vrouwen in het Oldambt staakten ruim vijf maanden. Het conflict was grimmig en hard. Het werd een strijd om de macht, waarbij de partijen elkaar zwart maakten en er sprake was van wederzijdse haat. Sommige kleinere boeren wilden wel toegeven, maar de boerenorganisaties onder leiding van Derk Tonko Barlagen, die die de steun had van de meeste landbouwers, wist grote aantallen boerenzoons, christelijke boerenknechten en andere werkwilligen uit verschillende delen van het land, ja zelfs Duitse militieleden te mobiliseren.
Er vonden gewelddadige confrontaties met werkwilligen of onderkruipers plaats; er kwamen een samenscholingsverbod en een avondklok, en er volgden arrestaties. Sommige werkgevers probeerden via de rechter de huurders van bedrijfswoningen op straat te zetten. Bij rellen in Finsterwolde schoot de marechaussee een omstander dood, de groenteventer Eltjo Siemens (1898-1929). Kwade tongen beweerden dat er gericht was geschoten, maar dat de zaak in de doofpot was beland. De staking eindigde met een compromis teineinde de stakingskassen niet langer te belasten. De teleurstelling over het magere resultaat was groot; de communisten beschuldigden de sociaaldemocraten van verraad.

## Loop van de bevolking
- 1851 - 1.810 inwoners
- 1973 - 2.821 inwoners
- 1998 - 2.465 inwoners
- 2000 - 2.450 inwoners
- 2005 - 2.430 inwoners
- 2010 - 2.420 inwoners
- 2015 - 2.225 inwoners
- 2020 - 2.095 inwoners
- 2023 - 2.189 inwoners

## Gemeente Finsterwolde (1811-1989)
Van 1810 tot 1 januari 1990 was Finsterwolde een zelfstandige gemeente. Van 1808 tot 1811 maakte het dorp deel uit van de gemeente Beerta. 
In 1990 werden de gemeenten Beerta, Finsterwolde en Nieuweschans samengevoegd tot de nieuwe gemeente Beerta, die op 1 juli 1991 de naam Reiderland kreeg. Per 1 januari 2010 werd Reiderland een onderdeel van de nieuwe gemeente Oldambt.

### Communisme
Lange tijd was Finsterwolde de enige gemeente met een communistische meerderheid in de gemeenteraad. Omstreden besluiten van de gemeente leidden in de 1951 tijdens de Koude Oorlog tot de benoeming door de Minister van Binnenlandse Zaken van een regeringscommissaris in de gemeente, waarmee in feite de gemeenteraad buiten spel werd gezet. Aanleiding was het door de gemeente toekennen van uitkeringen aan stakers. Functionarissen die deze maatregel, die naar hun idee strijdig was met de wetgeving, weigerden uit te voeren, werden door de gemeente ontslagen. Uiteindelijk werd dat ontslag door de Kroon vernietigd. Ook in de jaren daarvoor moesten regelmatig besluiten van de gemeente door de Kroon worden vernietigd, vaak op voordracht van PvdA-burgemeester Harm Tuin.
De gemeenteraad en de wethouders, onder wie CPN-wethouder Harm Haken, werden bij wetswijziging naar huis gestuurd en vanuit Den Haag werd de zittende burgemeester Harm Tuin door de Nederlandse regering als "regeringscommissaris" aangesteld om de gemeente te besturen. Deze bijzondere situatie werd in 1951 ingesteld en in 1953 weer beëindigd, na de volgende gemeenteraadsverkiezingen, die overigens ook door de communisten werden gewonnen. Tuin had echter de reglementen van het Gemeentelijk Armbestuur (dat over Sociale Zaken ging) zodanig gewijzigd dat de benoeming van bestuursleden niet meer (uitsluitend) een zaak van de gemeenteraad was en raadsleden ook in beginsel geen toegang meer hadden tot de vergaderingen van die instelling. Bij de buurgemeente Beerta fungeerde in 1934/1935 de burgemeester ook als regeringscommissaris. Maatregelen als in Finsterwolde kan men zien in het licht van de Koude Oorlog, een periode waarin virulent anticommunisme heerste in Nederland. Niet-communisten spraken daarentegen van intimidatie en terreur van de zijde van de communisten, die regelmatig zouden hebben gedreigd met een 'afrekening' wanneer de Russen eenmaal zouden zijn gekomen.
Ook in de gemeente Reiderland, waarin Finsterwolde opging, had de NCPN (opvolger van de CPN) veel aanhang. Tussen de herindeling in 1990 en de verkiezingen van 2006 leverde de NCPN onafgebroken minimaal één wethouder. De gemeente Reiderland fuseerde in 2010 met Winschoten en Scheemda in de nieuwe gemeente Oldambt, waar de Verenigde Communistische Partij nog steeds 3 van de 25 gemeenteraadszetels heeft.

## Geboren
- Jan Tuin (1900–1972), Tweede Kamerlid en burgemeester (PvdA)
- Jan Haken (1912–1956), verzetsstrijder en Tweede Kamerlid (CPN)
- Tjark Eltjo Bontkes (1885–1972), herenboer en publicist (NSB)
- Albert Waalkens (1920–2007), herenboer, galeriehouder en avant-garde kunstpromotor
- Jan Fokkens (1938), politicus (PvdA)
- Ties Koek (1939–2014), burgemeester (PvdA)
- Wim Zomer (1945), acteur
- Arie Haan (1948), ex-voetballer en voetbaltrainer
- Jogchum Schuur (1977), zanger
- Fieke Gosselaar (1982), dichteres en schrijfster (in het Gronings)

## Bekende inwoners
- Johannes Jacob Bleeker (1831–1868), burgemeester
- Jan Poppes Hommes (1843-1916), aannemer, hotelhouder en anarchist
- Karl Pelgrom (1927–1994), beeldhouwer en schilder